# Lymington and Pennington
Lymington and Pennington är en civil parish i Storbritannien.   Den ligger i grevskapet Hampshire och riksdelen England, i den södra delen av landet, 130 km sydväst om huvudstaden London.